# Еуклидска раздаљина
У математици, Еуклидска раздаљина или Еуклидска метрика је уобичајена раздаљина између две тачке, коју бисмо измерили лењиром, што се може доказати узастопном применом Питагорине теореме. Коришћењем ове формуле као раздаљине, Еуклидски простор постаје метрички простор (чак Хилбертов простор). Понегде се ова метрика назива и Питагорином метриком. Ова техника је откривана више пута током историје, јер се ради логичком проширењу Питагорине теореме.

## Дефиниција
Еуклидска раздаљина између тачака {\displaystyle P=(p_{1},p_{2},\dots ,p_{n})\,} и {\displaystyle Q=(q_{1},q_{2},\dots ,q_{n})\,}, у Еуклидском n-простору, се дефинише као:
{\displaystyle {\sqrt {(p_{1}-q_{1})^{2}+(p_{2}-q_{2})^{2}+\cdots +(p_{n}-q_{n})^{2}}}={\sqrt {\sum _{i=1}^{n}(p_{i}-q_{i})^{2}}}.}

## Једнодимензиона раздаљина
За две једнодимензионе тачке, {\displaystyle P=(p_{x})\,} и {\displaystyle Q=(q_{x})\,}, раздаљина се рачуна као:
{\displaystyle {\sqrt {(p_{x}-q_{x})^{2}}}=|p_{x}-q_{x}|}
Апсолутна вредност се користи јер се раздаљина обично сматра неозначеном скаларном вредношћу.

## Дводимензиона раздаљина
За две дводимензионе тачке, {\displaystyle P=(p_{x},p_{y})\,} и {\displaystyle Q=(q_{x},q_{y})\,}, раздаљина се рачуна као:
{\displaystyle {\sqrt {(p_{x}-q_{x})^{2}+(p_{y}-q_{y})^{2}}}}
Алтернативно, изражено у поларним координатама, за {\displaystyle P=(r_{1},\theta _{1})\,} и {\displaystyle Q=(r_{2},\theta _{2})\,}, раздаљина је:
{\displaystyle {\sqrt {r_{1}^{2}+r_{2}^{2}-2r_{1}r_{2}\cos(\theta _{1}-\theta _{2})}}}

## Тродимензиона раздаљина
За две тродимензионе тачке, {\displaystyle P=(p_{x},p_{y},p_{z})\,} и {\displaystyle Q=(q_{x},q_{y},q_{z})\,}, раздаљина се рачуна као:
{\displaystyle {\sqrt {(p_{x}-q_{x})^{2}+(p_{y}-q_{y})^{2}+(p_{z}-q_{z})^{2}}}.}